# Marija Kirilenko
Marija Jurjewna Kirilenko, ros. Мария Юрьевна Кириленко (ur. 25 stycznia 1987 w Moskwie) – rosyjska tenisistka, brązowa medalistka Letnich Igrzysk Olimpijskich 2012 w grze podwójnej oraz czwarta zawodniczka tych samych igrzysk w grze pojedynczej, zwyciężczyni Mistrzostw WTA w 2012 roku w grze podwójnej. Najwyżej sklasyfikowana była na 10. miejscu w rankingu w grze pojedynczej, zaś w grze podwójnej na 5.
Profesjonalistką jest od 7 października 2001. Pierwszy raz w pierwszej setce pojawiła się w 2005. Zwyciężczyni sześciu turniejów WTA w grze pojedynczej oraz dwunastu w grze podwójnej. Ćwierćfinalistka wielkoszlemowych Australian Open 2010 i Wimbledonu 2012 w singlu, a także finalistka Australian Open 2011 (w parze z Wiktoryją Azaranką) oraz French Open 2012 (w parze z Nadieżdą Pietrową) w deblu. Reprezentantka kraju w Pucharze Federacji.

## Kariera tenisowa
Marija Kirilenko rozpoczęła przygodę z tenisem jako siedmiolatka, kiedy to jej ojciec Jurij zaprowadził ją na korty tenisowe moskiewskiego klubu Dynamo. Klub ten miał wtedy jedną z najlepszych sekcji tenisowych. W mniej niż rok od rozpoczęcia treningów tenisistka wygrała swój pierwszy turniej. Niedługo została najlepszą zawodniczką w Rosji w swojej grupie wiekowej. Po kilku latach treningu na kortach moskiewskich klubów Dynamo i CSKA, w wieku dwunastu lat na Kirilenko zwróciła swoją uwagę ukraińska trenerka Jelena Briuchowiec. Po roku obserwacji młodej zawodniczki zaproponowała jej swoją pomoc. Trzyletni program treningowy zaplanowany specjalnie dla Marii przyniósł doskonały efekt. Została ona najlepszą tenisistką na świecie w swojej grupie wiekowej i drugą w grupie do 18 lat. Znani gracze tenisowi Jewgienij Kafielnikow, Andriej Olchowski i Maks Mirny, którzy stworzyli organizację pomagającą młodym tenisistom, pomogli jej w ułożeniu i dopasowaniu programu treningowego oraz wyjazdach na turnieje tenisowe.

### 2001–2005
Za początek jej w pełni profesjonalnej kariery można uznać 7 października 2001, kiedy to uzyskała status profesjonalny. W 2002 roku jako juniorka wygrała turniej kanadyjski, a potem US Open. Jest jedną z najmłodszych zawodniczek, jakie wygrały te turnieje. Swój pierwszy turniej z cyklu WTA Tour wygrała w 2005 roku, pokonując Annę-Lenę Grönefeld 6:3, 6:4 w finale China Open.

### 2006
W roku 2006 dostała się do czołowej dwudziestki rankingu tenisistek. Już na początku sezonu osiągnęła trzy ćwierćfinały: w Auckland (przegrana z Wierą Zwonariową), Tokio (pokonała Anę Ivanović, przegrała z Martiną Hingis) oraz Dubaju, gdzie ograła Nadieżdę Pietrową. Osiągnęła trzecie rundy w wielkoszlemowych Australian Open i French Open. Pod koniec sezonu doszła do ćwierćfinału turnieju pierwszej kategorii w Zurychu. Finalistka deblowego turnieju w ’s-Hertogenbosch.

### 2007
Trzy mecze wygrała i trzy przegrała podczas turniejów australijskich na początku roku 2007. Najlepszy wynik z tych imprez to trzecia runda Australian Open przegrana ze Swietłaną Kuzniecową. W marcu wygrała z Martiną Hingis turniej deblowy w Dosze.
Pod koniec września wygrała turniej czwartej kategorii w Kalkucie. W finale pokonała Ukrainkę Marię Korytcewą 6:0, 6:2.

### 2008
Na początku 2008 roku dotarła do czwartej rundy wielkoszlemowego Australian Open. Przegrała tam ze Słowaczką Danielą Hantuchovą 6:1, 4:6, 4:6.
Po porażkach w drugiej rundzie w Dosze i w pierwszych rundach w Dubaju, Bengaluru, Indian Wells i Miami, zwyciężyła w turnieju Estoril Open rozgrywanym na kortach ziemnych w Estoril. W drodze po zwycięstwo pokonała Stefanie Vögele, Petrę Cetkovską, Tathianę Garbin, Klárę Zakopalovą i Ivetę Benešovą. W tym samym turnieju wraz z Flavią Pennettą sięgnęła po tytuł w grze podwójnej.

### 2009
Na początku 2009 roku, na Australian Open, Marija przegrała w pierwszej rundzie z Sarą Errani 0:6, 4:6. Na French Open ponownie odpadła w swoim pierwszym meczu, przegrywając z Olivią Rogowską 4:6, 4:6. Na Wimbledonie wygrała w pierwszym spotkaniu z Petrą Kvitovą 6:4, 6:4. W kolejnym meczu uległa Caroline Wozniacki 0:6, 4:6. Na ostatnim z wielkoszlemowych turniejów, US Open, osiągnęła najlepszy wynik spośród wielkoszlemowych turniejów w sezonie, osiągając trzecią rundę zawodów. W pierwszym meczu Rosjanka wygrała z Mariją Korytcewą 6:2, 6:1, w następnym meczu zwyciężyła Agnieszkę Radwańską 6:4, 2:6, 6:4. W kolejnym spotkaniu przegrała z Li Na 4:6, 2:6.

### 2010
Sezon 2010 rozpoczęła jako numer 57 w rankingu WTA. W pierwszej rundzie Australian Open pokonała jako nierozstawiona po przeszło trzygodzinnej walce rozstawioną z numerem czternastym Mariję Szarapową wynikiem 7:6(4), 3:6, 6:4. W drugiej rundzie zwyciężyła z Yvonne Meusburger 6:3, 6:1, natomiast w trzeciej meczu uporała się z Robertą Vinci 7:5, 7:6(4). Następnie wygrała z drugą najwyżej rozstawioną, Dinarą Safiną, przez krecz rywalki przy stanie 5:4 dla Kirilenko. Po raz pierwszy doszła do ćwierćfinału wielkoszlemowego turnieju, gdzie przegrała z nierozstawioną Chinką Zheng Jie 1:6, 3:6. Na French Open rozstawiona jako trzydziestka Kirilenko wygrała w pierwszym spotkaniu z Karoliną Šprem 7:6*5(, 6:4. W drugim meczu Rosjanka wygrała z ponownie pokonała Yvonne Meusburger, tym razem wynikiem 6:3, 6:3. W następnym pojedynku uporała się ze Swietłaną Kuzniecową 6:3, 2:6, 6:4. W czwartym meczu Rosjanka uległa późniejszej zwyciężczyni turnieju, Francesce Schiavone 4:6, 4:6. Na Wimbledonie została rozstawiona z numerem dwudziestym siódmym. W pierwszej rundzie wygrała ze Stefanie Vögele 2:6, 6:4, 7:5. W drugim spotkaniu zwyciężyła Shenay Perry 6:1, 6:4, lecz w swoim trzecim meczu przegrała z Kim Clijsters 3:6, 3:6. W US Open była rozstawiona jako dwudziesta trzecia, a w pierwszej rundzie wygrała z Barborą Záhlavovą-Strýcovą 7:5, 6:4. W następnej rundzie spotkała się po raz trzeci w Wielkim Szlemie w sezonie z Yvonne Meusburger. I tym razem zwyciężyła 4:6, 7:5, 6:0. W trzecim meczu przegrała ze Swietłaną Kuzniecową 3:6, 4:6.

### 2011
Na Australian Open, rozstawiona z numerem osiemnastym, Rosjanka wygrała w pierwszej rundzie z Rominą Oprandi 6:3, 5:7, 8:6, natomiast w kolejnym spotkaniu przegrała z Ivetą Benešovą 3:6, 1:6. Na French Open, rozstawiona z numerem dwadzieścia pięć, wygrała w pierwszym meczu z Coco Vandeweghe 7:6(5), 6:2, natomiast w drugim spotkaniu zwyciężyła Chanelle Scheepers 6:1, 6:4. W koeljnej rundzie Rosjanka wygrała z Arantxą Rus 6:1, 6:1. W czwartym meczu przegrała z Andreą Petković 2:6, 6:2, 4:6. Na Wimbledonie została rozstawiona z numerem dwadzieścia sześć. W pierwszej rundzie Kirilenko wygrała z Albertą Brianti 6:2, 6:1, a w drugim meczu pokonała Tamarine Tanasugarn 7:5, 7:5. W trzecim pojedynku uległa Serenie Williams 3:6, 2:6. Na US Open, rozstawiona z numerem dwadzieścia pięć, wygrała z Jekatieriną Makarową 4:6, 6:1, 7:6(3), z Wierą Duszewiną 6:1, 6:2, i z Christiną McHale 6:2, 6:3. W czwartej rundzie uległa późniejszej zwyciężczyni turnieju, Samancie Stosur 2:6, 7:6(15), 3:6. Oprócz dobrych występów w turniejach wielkoszlemowych, Kirilenko w parze z Wiktoryją Azaranką wygrała turniej w Madrycie, pokonując w finale Květę Peschke i Katarinę Srebotnik 6:4, 6:3.

### 2012
W 2012 roku wygrała w grze podwójnej turniej Premier Mandatory w Miami. W parze z Nadieżdą Pietrową pokonały włoski duet Sara Errani–Roberta Vinci 7:6(0), 4:6, 10-4. Podczas igrzysk w Londynie osiągnęła czwarte miejsce w grze pojedynczej. Po czterech pojedynkach wygranych bez straty seta, przegrała w półfinale z rodaczką Mariją Szarapową 2:6, 3:6, a w meczu o trzecie miejsce uległa Wiktoryi Azarance 3:6, 4:6. Razem z Nadieżdą Pietrową zdobyły brązowy medal igrzysk olimpijskich w konkurencji deblistek. W półfinale przegrały z siostrami Williams 5:7, 4:6, a w meczu o trzecie miejsce pokonały Liezel Huber i Lisę Raymond 4:6, 6:4, 6:1. W sierpniu osiągnęła finał turnieju w New Haven. Przegrała w nim z Petrą Kvitovą 6:7(9), 5:7. Razem z Pietrową osiągnęła w październiku finał rozgrywek deblowych w Moskwie. W kończących sezon Mistrzostwach WTA zdobyła razem z Pietrową tytuł deblowy, pokonując w finale Andreę Hlaváčkovą i Lucie Hradecką 6:1, 6:4.

### 2013

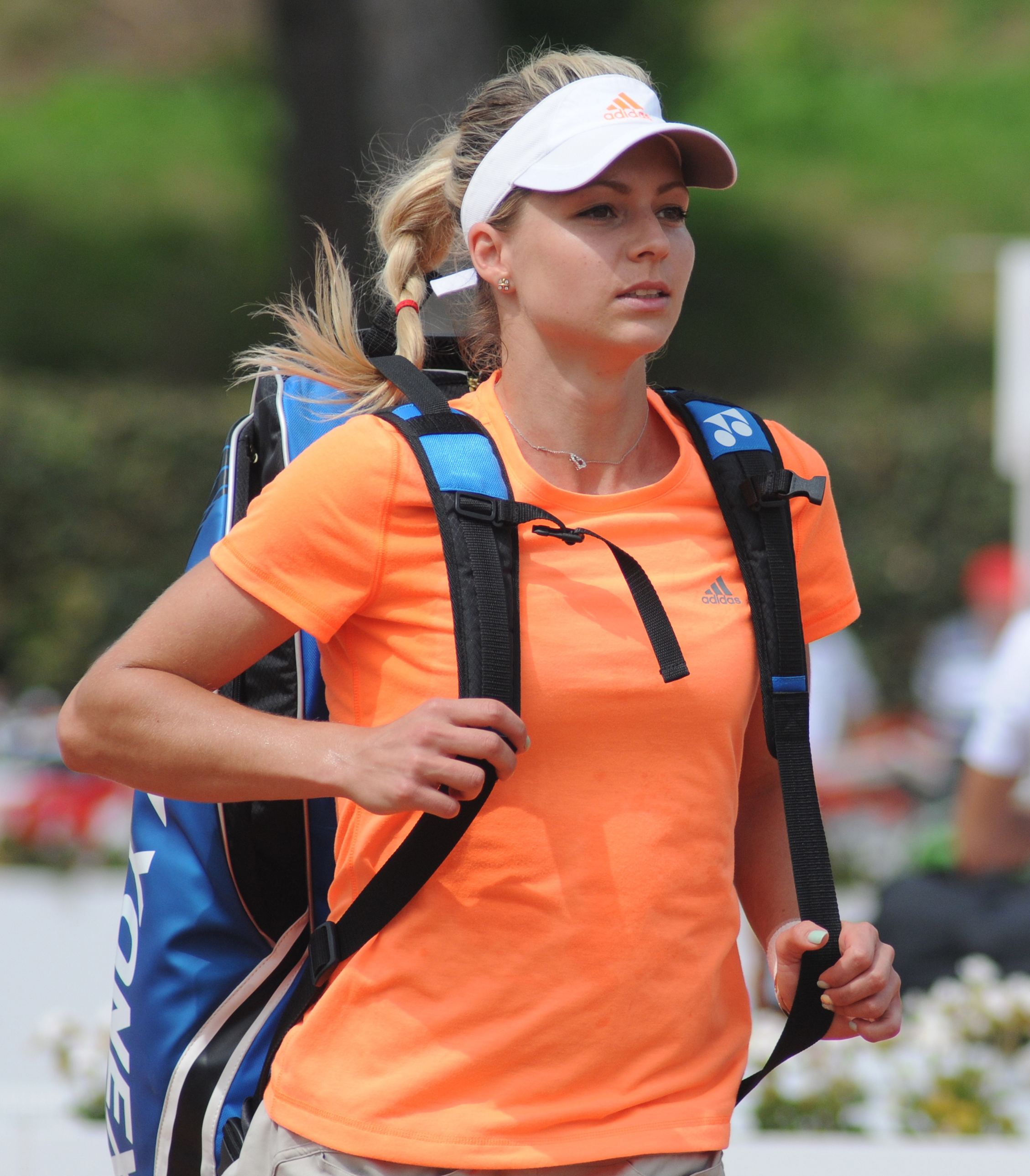
Marija Kirilenko w Rzymie

Sezon 2013 Rosjanka zaczęła od turnieju w Sydney. W pierwszej rundzie wygrała z Olivią Rogowską 7:5, 6:2, a w drugim meczu uległa Sarze Errani 1:6, 1:6. Na Australian Open, rozstawiona z numerem czternastym, zwyciężyła w swoim pierwszym meczu 6:4, 6:2 z Vanią King, w następnej rundzie pokonała 7:5, 6:2 z Peng Shuai, a w kolejnym spotkaniu zwyciężyła 7:6(4), 6:3 z Yaniną Wickmayer. W czwartej rundzie uległa Serenie Williams 2:6, 0:6. Na turnieju w Pattayi awansowała do finału, w którym pokonała Sabine Lisicki 5:7, 6:1, 7:6(1). Na turnieju w Dosze skreczowała w pierwszej rundzie w spotkaniu z Jekatieriną Byczkową przy stanie 0:3.
W Indian Wells Rosjanka pokonała w ćwierćfinale Petrę Kvitovą, a w półfinale uległa Marii Szarapowej 4:6, 3:6. W Miami przegrała w trzeciej rundzie z Klárą Zakopalovą. W Monterrey ponownie awansowała do półfinału, w którym została pokonana przez Angelique Kerber 4:6, 6:2, 2:6. W Madrycie i Rzymie osiągała trzecie rundy, przegrywając odpowiednio z Sereną Williams i Sarą Errani. Podczas French Open Rosjanka awansowała do ćwierćfinału, w którym uległa Wiktoryi Azarance 6:7(3), 2:6. W Eastbourne doszła do ćwierćfinału, przegrywając w nim Yaninie Wickmayer 2:6, 6:1, 5:7. Na Wimbledonie uległa w pierwszej rundzie Laurze Robson 3:6, 4:6. W deblu razem z Danielą Hantuchovą poddały mecz drugiej rundy walkowerem

## Kariera medialna
W 2008 roku Marija Kirilenko została wybrana najbardziej atrakcyjną tenisistką przez czytelników The Sun.

## Życie prywatne
Od 2011 roku związana była z Aleksandrem Owieczkinem, rosyjskim hokeistą. 31 grudnia 2012 roku zaręczyli się. Para rozstała się w 2014 roku.
25 stycznia 2015 w Moskwie zawarła związek małżeński z Aleksiejem Stiepanowem. 25 lipca 2015 ogłosiła narodziny swojego pierwszego dziecka, syna.

## Finały turniejów WTA
| Legenda                     | Legenda |
| --------------------------- | ------- |
| Wielki Szlem                |         |
| Igrzyska olimpijskie        |         |
| WTA Tour Championships      |         |
| 1988 – 2008                 |         |
| Kategoria I                 |         |
| Kategoria II                |         |
| Kategoria III               |         |
| Kategoria IV                |         |
| Kategoria V                 |         |
| 2009 – 2020                 |         |
| WTA Premier Mandatory       |         |
| WTA Premier 5               |         |
| WTA Premier                 |         |
| WTA International Series    |         |
| WTA 125K series (2012–2020) |         |

### Gra pojedyncza 12 (6-6)
| Końcowy wynik | Nr | Data                 | Turniej    | Nawierzchnia    | Przeciwniczka               | Wynik finału     |
| ------------- | -- | -------------------- | ---------- | --------------- | --------------------------- | ---------------- |
| Finalistka    | 1. | 22 lutego 2004       | Hajdarabad | Twarda (hala)   | Nicole Pratt                | 6:7(3), 1:6      |
| Zwyciężczyni  | 1. | 19 września 2005     | Pekin      | Twarda          | Anna-Lena Grönefeld         | 6:3, 6:4         |
| Zwyciężczyni  | 2. | 23 września 2007     | Kolkata    | Dywanowa (hala) | Marija Korytcewa            | 6:0, 6:2         |
| Finalistka    | 2. | 30 września 2007     | Seul       | Twarda          | Venus Williams              | 3:6, 6:1, 4:6    |
| Zwyciężczyni  | 3. | 20 kwietnia 2008     | Estoril    | Ceglana         | Iveta Benešová              | 6:4, 6:2         |
| Zwyciężczyni  | 4. | 15 czerwca 2008      | Barcelona  | Ceglana         | María José Martínez Sánchez | 6:0, 6:2         |
| Zwyciężczyni  | 5. | 18 września 2008     | Seul       | Twarda          | Samantha Stosur             | 2:6, 6:1, 6:4    |
| Finalistka    | 3. | 19 kwietnia 2009     | Barcelona  | Ceglana         | Roberta Vinci               | 0:6, 4:6         |
| Finalistka    | 4. | 24 października 2010 | Moskwa     | Twarda (hala)   | Wiktoryja Azaranka          | 3:6, 4:6         |
| Finalistka    | 5. | 12 lutego 2012       | Pattaya    | Twarda          | Daniela Hantuchová          | 7:6(4), 3:6, 3:6 |
| Finalistka    | 6. | 26 sierpnia 2012     | New Haven  | Twarda          | Petra Kvitová               | 6:7(9), 5:7      |
| Zwyciężczyni  | 6. | 3 lutego 2013        | Pattaya    | Twarda          | Sabine Lisicki              | 5:7, 6:1, 7:6(1) |

## Historia występów w Wielkim Szlemie
| Turniej         | 2003 | 2004 | 2005 | 2006 | 2007 | 2008 | 2009 | 2010 | 2011 | 2012 | 2013 | 2014 |
| --------------- | ---- | ---- | ---- | ---- | ---- | ---- | ---- | ---- | ---- | ---- | ---- | ---- |
| Australian Open | A    | A    | 2R   | 3R   | 3R   | 4R   | 1R   | QF   | 2R   | 3R   | 4R   | A    |
| French Open     | A    | 2R   | 1R   | 3R   | 2R   | 2R   | 1R   | 4R   | 4R   | 2R   | QF   | 1R   |
| Wimbledon       | A    | 1R   | 2R   | 1R   | 1R   | 1R   | 2R   | 3R   | 3R   | QF   | 1R   | 2R   |
| US Open         | 3R   | 2R   | 2R   | 3R   | 3R   | 1R   | 3R   | 3R   | 4R   | 3R   | 3R   |      |

## Finały juniorskich turniejów wielkoszlemowych

### Gra pojedyncza (1)
| Końcowy wynik | Rok  | Turniej | Nawierzchnia | Przeciwniczka     | Wynik finału |
| Zwyciężczyni  | 2002 | US Open | Twarda       | Barbora Záhlavová | 6:4, 6:4     |